# Guillaume Levarlet
Guillaume Levarlet (født 25. juli 1985) er en fransk tidligere professionel cykelrytter.